# Zürcher Oberländer
De Zürcher Oberländer, voordien bekend als de Allmann en Der Freisinnige, is een Zwitsers Duitstalig dagblad uit Wetzikon in het kanton Zürich.

## Omschrijving
In 1852 verscheen in Hinwil (kanton Zürich) de eerste editie van de Zürcher Oberländer, toen echter nog onder de naam Allmann. In 1870 kreeg de krant de benaming Der Freisinnige toen deze werd overgenomen door een door de radicalen opgerichte drukkerij in Wetzikon. Sinds 1912 verschijnt de krant op dagelijkse basis. In 1960 volgde de fusie van de krant met het in 1861 opgerichte Volksblatt vom Bachtel, waarna de krant zijn huidige naam Zürcher Oberländer kreeg. In de loop van de jaren nam de krant verschillende andere titels uit de streek over, namelijk het Tagblatt des Bezirkes Pfäffikon in 1972 en de Anzeiger von Uster in 1996. Hierdoor verwierf de krant een dominante positie in de streek van Hinwil, Pfäffikon en Uster. In 2011 werd de krant overgenomen door de onderneming Tamedia, die sinds 2010 een minderheidsaandeel had van 38%.
De krant had in 1966 een oplage van 14.330 exemplaren, in 1975 23.348 exemplaren en in 2012 32.196 exemplaren.